# 拉兹多利诺耶村委员会
拉兹多利诺耶村委员会（俄语：Раздольненский сельсовет）是俄罗斯联邦阿穆尔州坦波夫卡区所属的一个村委员会。其下辖有3个居民点，行政中心为拉兹多利诺耶。据2016年统计，该村委员会的人口为2313人。